# وورت
وورت (به آلمانی: Wörth, Upper Bavaria) یک شهر در آلمان است که در بایرن واقع شده‌است.

## خصوصیات
وورت ۲۱٫۰۵ کیلومترمربع مساحت دارد ۴۸۰-۵۲۰ متر بالاتر از سطح دریا واقع شده‌است.